# Emazet
Emazet, właściwie Mariusz Zajkowski (ur. 1980 w Warszawie) – polski raper. Emazet to jeden z kilku reprezentantów warszawskiego składu Szybki Szmal. Zajkowski wspólnie z Procentem wydał 2 płyty: EP oraz Jedyneczka, którą promowały trzy teledyski: "Ładuj", "Fajrant" oraz "Absurd". Emazet ponadto udziela się na takich projektach jak Święty – "Tu Wolno Palić", W.E.N.A – "Wyższe Dobro", Procent – "Znaki Zapytania" itd.

## Wybrana dyskografia
Albumy
| Tytuł                                  | Dane dot. albumu                                            |
| -------------------------------------- | ----------------------------------------------------------- |
| Emazet, Procent – EP: Emazet I Procent | - Data: 7 lipca 2005 - Wydawca: brak (nielegal)             |
| Emazet, Procent – Jedyneczka           | - Data: 24 października 2007 - Wydawca: Aloha Entertainment |

Kompilacje różnych wykonawców
| Album     | Rok  | Utwór | Źródło |
| --------- | ---- | --- | ------ |
| Aloha 40% | 2011 | Emazet - "Pułap" Emazet, Procent, Łysonżi, VNM, Green - "Szczyt" Emazet, Procent, Ciech, Łysonżi, Piękna Kasia - "Świeża dostawa" Emazet, Procent, Mały Esz Esz - "Rodzina" Emazet, Procent, Stemplo, Łysonżi, Kali (Szybki Szmal), Jazzy - "Nie pytaj" Emazet, Procent, Kfiat - "Mam w sobie funk" Emazet, Procent, Łysonżi, Ciech, WdoWa - "Zostaw to" Emazet, Procent, Kfiat - "Zaciskam zęby" Emazet, Procent - "Chłonę" Emazet, Procent, Stemplo - "Zawijam" Emazet, Procent - "Oddech" Emazet, Procent, Stemplo, Łysonżi, Kali (Szybki Szmal) - "Nie pytaj" | [ 4 ]  |

## Teledyski
| Tytuł                                                                                        | Rok  | Reżyseria/Realizacja | Album             | Źródło |
| -------------------------------------------------------------------------------------------- | ---- | -------------------- | ----------------- | ------ |
| Emazet, Procent - "Ładuj" (gościnnie: Onar, Szybki Szmal)                                    | 2007 | —                    | Jedyneczka        | [ 5 ]  |
| Emazet, Procent - "Oddech"                                                                   | 2010 | —                    | Jedyneczka        | [ 6 ]  |
| Gościnnie                                                                                    |      |                      |                   |        |
| Proceente - "Kiedy dobrzy ludzie robią złe rzeczy" (gościnnie: Emazet, Kuba Knap, DJ Grubaz) | 2014 | Ipanema Studio       | Zupynalefkisplify | [ 7 ]  |